# Адале (город)
Адале (сомал. Cadale; итал. Adalei или Itala), или Кадалей — сомалийский прибрежный город в южной части региона Средняя Шабелле.

## История
До приобретения Сомали независимости от Италии, Винченцо Филонарди выбрал Адале в качестве центра вновь созданного Итальянского Сомали (итал. Somalia Italiana).
3 октября 2014 года Вооруженные силы Сомали и АМИСОМ освободили город от оккупации террористической группировкой Харакат аш-Шабаб, длившейся несколько лет. Согласно АМИСОМ, террористы не оказали сопротивления в связи с потерей поддержки со стороны общественности Адале.

## Демография
Население Адале составляет около 11 600 человек, а района, в котором находится город — 46 720 человек.